# 謝佳玉
謝佳玉，江西清江縣（今樟树市）人。清朝政治人物，同進士出身。

## 生平
謝佳玉為道光十四年（1834年）甲午科舉人，道光二十七年（1847年）丁未科張之萬榜三甲第四名進士。以即用知縣分發山東。